# Nonnus brethesi
Nonnus brethesi là một loài tò vò trong họ Ichneumonidae.